# Retrospect
Retrospect (Thai: เรทโทรสเปค) ist eine im Jahr 2000 gegründete thailändische Metalcore-Band aus Bangkok. Die Band verbindet harten Metal meist mit weicheren Sounds, deswegen kann man sie auch zum Alternative-Rock- oder zum so genannten Thai-Rock zählen.

## Geschichte
Die erste EP der Band erschien 2003. Im Jahr 2004 unterschrieben sie einen Vertrag beim Label Genie Records (GMM Grammy Public Company Limited). 2007 erschien ihr erstes Album Unleashed, mit dem sie in Thailand große Erfolge feierten und das über 200.000-mal verkauft wurde, wobei manche Singles des Albums sich in den Top 10 platzierten. Einige Monate später veranstalteten sie ihr erstes eigenes Konzert.
2008 wurde ihr bisher letztes Album Rise veröffentlicht.
Ein Meilenstein in der Geschichte der Band war ihr Auftritt auf dem Wacken Open Air 2009, was für die Band, wie sie häufig auf dem Auftritt wiederholten, eine große Ehre war.

## Diskografie

### EPs
- 2003: For Your Ears Only
- 2003: For Your Ears Anytime

### Alben
- 2007: Unleashed
- 2008: Rise
- 2010: The Lost Souls
- 2017: Pathfinder

### Singles
- 2007: Ploi Chan / ปล่อยฉัน – TH:#4
- 2007: Plae Wah Ruk / แปลว่ารัก – TH:#6
- 2007: Kuen haeng kwarm ngao / คืนแห่งความเหงา
- 2007: Sood Tee Ruk / สุดที่รัก – TH:#4
- 2007: Hay Chun Luem Ther / ให้ฉันลืมเธอ